# Motipur (Sarlahi)
Pour les articles homonymes, voir Motipur.
Motipur (en népalais : मोतीपुर) est un comité de développement villageois du Népal situé dans le district de Sarlahi. Au recensement de 2011, il comptait 4 083 habitants.